# 西川僚祐
西川 僚祐（にしかわ りょうすけ、2002年4月19日 - ）は、千葉県船橋市出身のプロ野球選手（外野手、内野手）。右投右打。くふうハヤテベンチャーズ静岡所属。

## 経歴

### プロ入り前

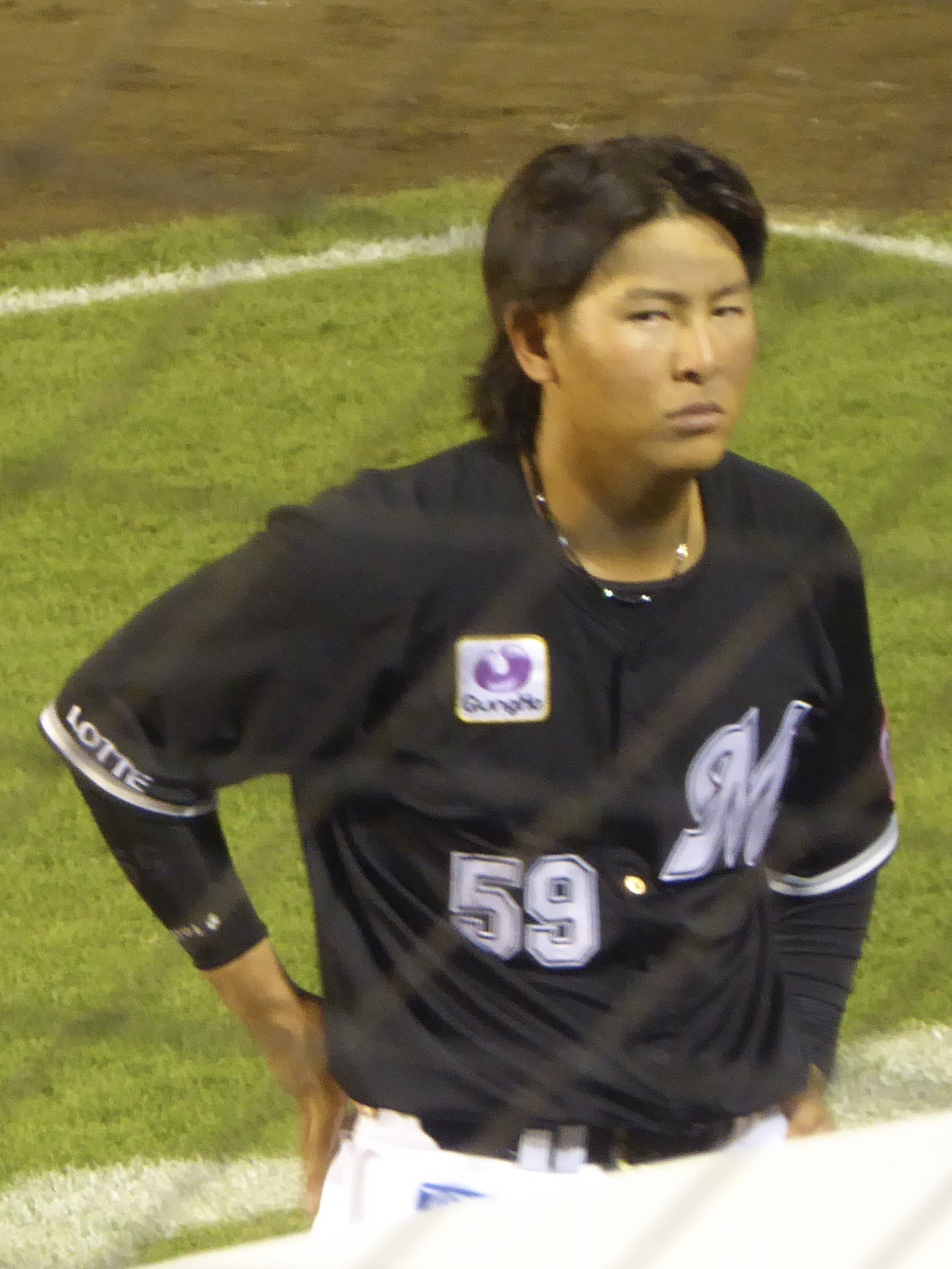
ロッテ時代（2023年9月）

船橋市立古和釜小学校1年時に薬円台リトルスターで野球を始める。小学校6年時で、すでに身長が176cmほどあり、並外れた体格の持ち主であった。船橋市立古和釜中学校に進学すると、強豪・佐倉シニアに在籍し、3年時には全国選抜大会やジャイアンツカップを制した。中学時代から東京ドームや明治神宮野球場の右翼席に本塁打を放つパワーを持ち、中学通算本塁打は25本。佐倉シニアでのチームメイトに度会隆輝がいる。
高校は東海大学付属相模高校に進学。1年夏から4番を担うこともあった。2年夏は、全国高等学校野球選手権神奈川大会を制し、第101回全国高等学校野球選手権大会に出場。神奈川大会の決勝では、東海大相模は西川の1本を含む5本塁打・神奈川大会決勝の最多得点を塗り替える24得点を記録し、日大藤沢を圧倒した。甲子園では、2回戦で、元謙太ら擁する中京学院大中京に敗れ、西川も2試合で8打数無安打に終わった。2年秋の公式戦では打率.529の活躍を見せ、秋季関東大会準々決勝で習志野高校に勝利し、第92回選抜高等学校野球大会の出場が内定したが、新型コロナウイルス感染拡大の影響で中止となり、その代替として行われた交流試合では、大阪桐蔭と対決。西川も安打を放ったが、2-4で敗戦した。高校通算では55本塁打を放った。
2020年10月26日に行われたドラフト会議では、千葉ロッテマリーンズから5位指名を受け、11月28日に契約金3000万円、年俸500万円で契約合意した（金額は推定）。背番号は59。

### ロッテ時代
2021年は、4月3日のイースタン・リーグの読売ジャイアンツ戦で公式戦初本塁打を記録。最終的に二軍では76試合に出場し、打率.157、3本塁打の成績で、216打席で75三振と三振の多さに課題を残した。
2022年も、イースタン・リーグにて開幕から三振が多く打率1割台と伸び悩んでいたが、6月頃から徐々に打率を上げ、8月には月間打率.386、3本塁打、14打点を記録し、スカパー!ファーム月間MVP賞を受賞した。一軍デビューはならなかったが、イースタン・リーグの首位打者争いにも加わり、最終的には91試合に出場し、打率.276、8本塁打、48打点で打率2位と、打撃に成長を見せたシーズンとなった。NPB AWARDS 2022にて、ベースボール・マガジン社選定のビッグホープ賞に選ばれた。
2023年は打撃改造がうまくいかず、二軍で6本塁打を放つも打率は.202で、一軍出場はならなかった。オフに戦力外通告を受けた。球団からは育成選手としての再契約の打診もあり、一時はロッテのメンバーとしてみやざきフェニックス・リーグにも参加していたが、環境の変化を求めて最終的にはロッテ退団を選択した。12球団合同トライアウトを受験するも、NPBの他11球団からのオファーはなかった。このほか、2024年からイースタン・リーグに参加が内定しているオイシックス新潟アルビレックス・ベースボール・クラブのトライアウトにも参加している。

### くふうハヤテ時代
同年12月7日、2024年からのウエスタン・リーグ参加が内定しているハヤテ223（当時チーム名未定、その後「くふうハヤテベンチャーズ静岡」と発表）の新入団選手として発表された。同球団が独自に実施したトライアウトには参加していなかったものの、合同トライアウトでのアピールから入団に至った。背番号は4で、ポジションは内野手に変わっている。
2024年は、二軍戦チーム最多の105試合に出場。打率.222ながらチーム最多の7本塁打を放ち、打点は33だった。

## 選手としての特徴
高校通算55本塁打を誇るスラッガー。ロッテの永野吉成育成・スカウト部長兼ファームディレクターはドラフト直後に、「思い切りの良さ、打球の速さは突出したものがあり、そこを評価させていただきました」と話した。ルーキーイヤーの春季キャンプ1日目に行われたフリー打撃で、左翼100m地点にある、高さ20mの防球ネットを超える場外本塁打を2本放つほどのパワーをもち、井口資仁監督は「逆方向に強い打球を飛ばせる」と評した。

## 詳細情報

### 年度別打撃成績
- 一軍公式戦出場なし

### 表彰
- ビッグホープ賞（2022年）[18]

### 背番号
- 59（2021年 - 2023年）
- 4（2024年 - ）

### 登場曲
- 「ハイライト」ベリーグッドマン（2021年 - ）